# Малая Умба
Малая Умба — река в России, протекает по территории Медвежьегорского района Карелии и Онежского района Архангельской области. Устье реки находится в 11 км по левому берегу реки Умбы. Длина реки — 18 км.

## Данные водного реестра
По данным государственного водного реестра России относится к Баренцево-Беломорскому бассейновому округу, водохозяйственный участок реки — бассейн озера Выгозеро до Выгозерского гидроузла, без реки Сегежа до Сегозерского гидроузла. Речной бассейн реки — бассейны рек Кольского полуострова и Карелии, впадает в Белое море.